# Seznam dílů seriálu Firefly
Seznam dílů seriálu Firefly uvádí přehled všech patnácti epizod amerického televizního seriálu Firefly, který byl poprvé vysílán v letech 2002–2003. Tento seriál kombinující žánry science fiction a western, jenž byl plánován na sedm sezón, byl zrušen již uprostřed první řady. Během americké premiéry na stanici Fox na podzim 2002 byly jednotlivé díly vysílány v odlišném pořadí, než tvůrci zamýšleli, tři epizody se navíc dočkaly televizní premiéry až ve Spojeném království na stanici Sci Fi Channel v létě 2003. Na DVD byly všechny dokončené díly seriálu vydány 9. prosince 2003. V Česku byl seriál poprvé vysílán na stanici Prima Cool v roce 2015.
V roce 2005 vznikl filmový sequel Serenity.

## Přehled řad
| Řada | Díly | Premiéra v USA | Premiéra v USA    | Premiéra v ČR | Premiéra v ČR |
| Řada | Díly | První díl      | Poslední díl      | První díl     | Poslední díl  |
| ---- | ---- | -------------- | ----------------- | ------------- | ------------- |
| 1    | 15   | 20. září 2002  | 20. prosince 2002 | 8. září 2015  | 28. září 2015 |

## Seznam dílů
| Č. v seriálu | Původní název     | Český název           | Režie              | Scénář                   | Premiéra v USA     | Premiéra v ČR            | Produkční kód |
| --- | ----------------- | --------------------- | ------------------ | ------------------------ | ------------------ | ------------------------ | ------------- |
| 1–2 | Serenity          | Serenity              | Joss Whedon        | Joss Whedon              | 20. prosince 2002  | 8. září 20159. září 2015 | 1AGE79        |
| Posádka vesmírné transportní lodi Serenity, která na zakázku pašuje či krade zboží a které velí kapitán Malcolm Reynolds, je při rabování opuštěného plavidla objevena křižníkem Aliance. Stačí uniknout, „horké“ zboží však původní zákazník Badger nechce. Mal se tedy rozhodne jej prodat své staré známé Patience, ve kterou však nemá jeho posádka přílišnou důvěru. Protože potřebují další peníze, vezmou na planetě Persephona na loď pasažéry – pastora Booka, neohrabaného Dobsona a zámožného doktora Simona Tama. Během cesty se z Dobsona vyklube federální agent, který jde po Tamovi. Ten je totiž na útěku před Aliancí společně se svou sestrou River, jež cestuje v jedné z beden v kryonickém spánku. Simon posádce Serenity vysvětlí, že svoji sestru unesl z aliančního zařízení, kde s ní zřejmě prováděli nějaké pokusy. Dobson je dočasně zneškodněn a loď zamíří na schůzku s Patience na jejím měsíci. Ta proběhne sice s přestřelkou, Mal nakonec ale slíbené peníze dostane. Při návratu na loď zastřelí Dobsona, který ohrožuje část posádky zbraní, a vyhodí jeho tělo na povrch. Protože však cestou k měsíci Serenity sledovali nebezpeční Plenitelé, musí ho urychleně opustit a v atmosféře jim dokáží uniknout. Simon, River i pastor Book mohou dál zůstat na lodi. |                   |                       |                    |                          |                    |                          |               |
| 3 | The Train Job     | Vlaková loupež        | Joss Whedon        | Joss Whedon a Tim Minear | 20. září 2002      | 10. září 2015            | 1AGE01        |
| Pro další práci si posádku Serenity najme Adelei Niska, místní krutý zločinecký boss. Jejich úkolem je ukradnout dvě přepravní bedny z vlaku mezi městy Hancock a Paradiso a dopravit je na předem určené místo setkání. I protože se jedná o náklad nenáviděné Aliance, Mal práci bere. Kapitán a Zoe cestují vlakem a chystají se na krádež, jsou však zaskočeni jednotkou aliančních vojáků, kteří jím také jedou – avšak pouze jako cestující, nikoliv jako ochranka nákladu. Bedny se Malovi a Zoe s pomocí Jayna podaří přemístit do Serenity, oba dva však zůstanou ve vlaku a po zastavení v Paradisu jsou s ostatními cestujícími vyšetřováni lokálním šerifem jako podezřelí. Dozví se, že v bednách byl důležitý lék pro obyvatele tohoto chudého důlního města na nemoc, kterou trpí téměř všichni místní. Díky pomoci Inary jsou však propuštěni. Reynolds se rozhodne náklad anonymně vrátit do města a peníze vrátit Niskovi přes jeho lidi, kteří Serenity sami našli, neboť nedorazila na setkání. |                   |                       |                    |                          |                    |                          |               |
| 4 | Bushwhacked       | Loď duchů             | Tim Minear         | Tim Minear               | 27. září 2002      | 11. září 2015            | 1AGE02        |
| Serenity objeví ve vesmíru opuštěnou loď, jejíž posádka záhadně zmizela. Mal se svými lidmi tedy začne brát užitečné a hodnotné věci a zásoby k sobě na loď. Na opuštěném plavidle ale objeví také jediného přeživšího, jenž musel sledovat utrpení spolucestujících, které zabili Plenitelé a jejichž zohavená těla se na lodi také nachází. Skutečnost, že se na to musel dívat, u něj zřejmě zapříčinila vznik násilného a krutého plenitelského chování. Toto však Malova posádka zjistí až poté, co zachráněného přesunou na ošetřovnu Serenity. Při rabování lodi je navíc přistihne křižník Aliance, kterému neuniknou, a jsou na jeho palubě podrobeni výslechům. Simon se svojí sestrou River, kteří jsou oba hledáni Aliancí, se musí prozatím ukrýt ve skafandrech na vnější straně trupu Serenity. Šílený přeživší z opuštěné lodi unikne aliančním doktorům a vojákům a ukryje se na Serenity. Kapitán Reynolds jej v doprovodu vojáků Aliance nakonec najde a zabije a je i se svou posádkou propuštěn; nově získaný náklad je jim ale zabaven. |                   |                       |                    |                          |                    |                          |               |
| 5 | Shindig           | Večírek               | Vern Gillum        | Jane Espenson            | 1. listopadu 2002  | 14. září 2015            | 1AGE03        |
| Inara se na Persephoně zúčastní plesu vysoké společnosti v doprovodu místního mladého aristokrata Athertona Winga, jejího stálého zákazníka. Mal je mezitím osloven Badgerem, který pro něj má zakázku – odvézt z planety nelegální zboží sira Warricka Harrowa. S ním si má dohodnout podrobnosti, proto se s Kaylee vydá na aristokratický večírek, kde je také Inara. Protože se Wing chová k Inaře nezdvořile a majetnicky, Mal jej udeří. Wing to pochopí jako výzvu k souboji, kterou přijme. Zatímco je zbytek posádky držen v Serenity, Mal se přes noc připravuje na souboj, přičemž jako sekundant se mu nabídne přímo Harrow. Reynolds namyšleného Winga nakonec v šermířském souboji i s malou pomocí Inary porazí, avšak nezabije jej. Úspěchem tak Mal sira Warricka přesvědčí o své výdrži, ten mu proto svěří onen ilegální náklad – dobytek. |                   |                       |                    |                          |                    |                          |               |
| 6 | Safe              | Únos                  | Michael Grossman   | Drew Z. Greenberg        | 8. listopadu 2002  | 15. září 2015            | 1AGE04        |
| Serenity přistane na planetě Jiangyin, kde se Mal, Jayne, Book a Zoe snaží prodat dobytek, který měli na palubě. Ostatní se mezitím vydají do blízkého města porozhlédnout se a nakupovat. Ani jedna skupina však nedopadne dobře, při provádění obchodu jsou překvapeni místními ochránci zákona, neboť kupci, bratři Grangeovi, jsou obviněni ze spoluúčasti na vraždě. Při nevyprovokované přestřelce je těžce zraněn pastor Book. Ve městě je Simon zajat horaly a následně i s River odvlečen do jejich vesnice, kde se má starat o nemocné. Protože pastorovo zranění je vážné, rozhodne se kapitán Reynolds, že o pomoc požádá blízký alianční křižník. Po kontrole Bookovy identity jej překvapivě neodmítnou a pastora tak zachrání. Na Jiangyinu v té době Simon léčí nemocné, River je však obviněna z čarodějnictví a osadníci ji chtějí upálit. Tomu se snaží Simon zabránit a nakonec jsou oba zachráněni Serenity, která se pro ně vrátí. |                   |                       |                    |                          |                    |                          |               |
| 7 | Our Mrs. Reynolds | Naše paní Reynoldsová | Vondie Curtis-Hall | Joss Whedon              | 4. října 2002      | 16. září 2015            | 1AGE05        |
| Osadníci na měsíci Triumph jsou posádce Serenity vděčni, že je zbavila banditů, večer proto v osadě uspořádají slavnost. Následující den Serenity odletí, ovšem Mal najde na palubě mladou dívku Saffron, se kterou se na oslavě nevědomky oženil. Byla mu totiž poskytnuta místním stařešinou jako odměna za vykonanou práci. Saffron je křehké, naivní a posluhující děvče, kapitán je ovšem zmatený a chce ji vysadit na jiné planetě, kde by mohla normálně pracovat. Ostatní členové posádky se baví Malovými reakcemi, zatímco pastor Book jej poučuje o morálce a případném speciálním pekle, kdyby ji mezitím zneužil. Dívka však není tím, čím se zdá. Na lodi nezůstane dlouho, omráčí Reynoldse i Washe, zablokuje ovládání plavidla a uletí raketoplánem neznámo kam. Posádka zjistí, že loď nasměrovala do tzv. elektrické sítě, která zadrží Serenity, avšak na její palubě všichni zemřou. Tento osud se jim zničením sítě podaří odvrátit. Nakonec Mal najde záhadnou Saffron, ženu s výcvikem společnice, na nedaleké planetě, kde ji posléze omráčí. Serenity se tak může vydat ke svému původnímu cíli, planetě Beaumonde, kam dorazí s menším zpožděním. |                   |                       |                    |                          |                    |                          |               |
| 8 | Jaynestown        | Jaynovo město         | Marita Grabiak     | Ben Edlund               | 18. října 2002     | 17. září 2015            | 1AGE06        |
| Serenity přistane na Higginsově měsíci, aby vyzvedla předem domluvenou zásilku. Jayne není z tohoto místa nadšen, před několika lety zde totiž provedl nezdařenou loupež a bojí se, aby jej někdo nepoznal. Na lodi zůstává Zoe a také pastor Book, který hlídá River, Inara se vydá na dohodnutou schůzku a ostatní zamíří najít „svého“ muže. V dělnické osadě však překvapivě najdou Jaynovu sochu v životní velikosti. Dozví se, že Jayne je místní lidový hrdina, který vykradl trezor starosty Higginse a potom tyto peníze shodil ze vznášedla lidem. Ve skutečnosti však musel peníze odhodit, aby si vůbec zachránil život, protože plavidlo bylo těžce poškozeno střelbou. Mal využije Jaynovy popularity mezi místním lidem, který zabere veškerou jejich pozornost, a vyzvedne schované zboží. Mezitím se v baru sblíží Kaylee se Simonem a Jayne je napaden svým bývalým parťákem z oné loupeže, kterého starosta Higgins čtyři roky zadržoval. Všem se nakonec podaří dostat se na loď a odletět. |                   |                       |                    |                          |                    |                          |               |
| 9 | Out of Gas        | Bez dechu             | David Solomon      | Tim Minear               | 25. října 2002     | 18. září 2015            | 1AGE07        |
| Na palubě Serenity dojde k explozi a následnému požáru, který posádka stačí zlikvidovat otevřením vrat nákladového prostoru. Tím však přijdou o téměř veškerý vzduch, neboť byly poškozeny i systémy podpory života. Loď se také stala nehybnou, protože nehodu zapříčinilo selhání katalyzátoru kompresní cívky na motoru. Kapitán rozhodne o rozdělení posádky na dvě čtyřčlenné skupiny, z nichž každá si vezme jeden raketoplán s o něco větší zásobou kyslíku a vzdálí se od Serenity v naději, že je někdo najde. Sám Mal zůstane na lodi, aby mohl odpovědět na volání případných zachránců, kteří by mohli zachytit nouzový signál. Skutečně ho objeví jedno plavidlo, jehož kapitán je ochotný poskytnout náhradní katalyzátor. Po nalodění se však ukáže, že má pouze zálusk na Serenity. Mal je ale dokáže z paluby své lodi vyhnat a s ponechanou součástkou se postřelený vydá do strojovny, kde se mu nakonec podaří spustit motor. Následně se vrátí i oba raketoplány a zranění mohou být ošetřeni Simonem. |                   |                       |                    |                          |                    |                          |               |
| 10 | Ariel             | Ariel                 | Allan Kroeker      | Jose Molina              | 15. listopadu 2002 | 21. září 2015            | 1AGE08        |
| Zatímco pastor Book navštíví jedno opatství, Serenity zamíří na Ariel, jednu z centrálním planet, kde má Inara domluvenou pravidelnou lékařskou prohlídku. Po jejím odchodu má Simon pro ostatní práci. Mají mu pomoct dostat se do jedné z hlavních nemocnic, kde bude moci použít lékařský skener, aby zjistil více informací o stavu River. Odměnou pro posádku bude množství nakradených léků, které jsou na okrajových planetách nedostatkovým zbožím, za nějž se platí velké peníze. V přestrojení se skutečně do nemocnice dostanou, Simon zde proveden sken mozku River a zjistí při tom, že někdo do něj řezal a odstranil jí amygdalu. Po Jaynově zradě jsou však chyceni federálními agenty, ti však zatknou i Jayna, kterému původně slíbili peníze. Simon a River se o tomto jeho plánu nic nedozvědí, společně s Jaynem se však dokáží osvobodit a nakonec i utéct, byť na místo dorazili zvláštní muži v modrých rukavicích, kteří jdou po sourozencích Tamových a kteří všechny policisty a agenty, jež slyšeli mluvit Simona a River, zabijí. Celé posádce Serenity se nakonec podaří i s léky uniknout z planety. Mal správně odhadne Jaynův podraz a na palubě lodi mu důrazně domluví. |                   |                       |                    |                          |                    |                          |               |
| 11 | War Stories       | Válečné historky      | James Contner      | Cheryl Cain              | 6. prosince 2002   | 22. září 2015            | 1AGE09        |
| Simon prochází data, která získal o River na Arielu, a posádka Serenity má mezitím kupce pro část léků, které ukradla tamtéž. Na jedné pouštní planetě si s ním dají schůzku, ovšem při ní jsou přepadeni vojáky gangstera Adeleie Nisky, který má na orbitě této planety skyplex a který nesnáší kapitána Reynoldse za jeho nedodržení ujednání (viz díl „Vlaková loupež“). Zajme Mala a Washe a začne je na své stanici mučit. Zoe se s Niskou chce domluvit, předá mu veškeré peníze na lodi a Niska jí povolí odvést si s sebou jednoho ze zajatců – vybere si Washe, který není vojákem. Po vzpamatování se na lodi se začnou připravovat na výpravu, která má za cíl osvobodit Mala. Přidají se k nim i ostatní členové posádky, byť někteří z nich možná ani nikdy nedrželi zbraň v ruce; překvapivě se toho účastní i pastor Book, který, jak se ukáže, je velice schopným střelcem. Nakonec se jim podaří Mala osvobodit, Niska však uteče. Při bránění vstupu do Serenity se projeví neuvěřitelné schopnosti River jedním pohledem vyhodnotit situaci a se zavřenýma očima zasáhnout několik cílů. Toho je však svědkem pouze Kaylee, která ale o tom nepromluví, neboť sama nebyla schopná ani jednou vystřelit. |                   |                       |                    |                          |                    |                          |               |
| 12 | Trash             | Past                  | Vern Gillum        | Ben Edlund a Jose Molina | nebylo vysíláno    | 23. září 2015            | 1AGE12        |
| Na pustém měsíci se Mal sejde se svým přítelem a spolubojovníkem z války Montym, který se rovněž živí pašováním. Ten je nyní ženatý s Bridget, což je však ve skutečnosti Saffron, která se před několika měsíci pokusila ukrást Serenity (viz díl „Naše paní Reynoldsová“). Monty ji jako podvodnici nechá s Malem na měsíci a ten ji zavřenou v bedně, aby v pustině nezemřela, vezme na palubu své lodi. Protože však nemají žádnou práci, přijme nabídku Saffron na krádež staré laserové pistole Lassiter, kterou má jeden boháč doma a kterou by mohli za velké peníze prodat. Zatímco se Saffron s Malem bez problémů dostanou do jeho domu, ostatní se snaží přeprogramovat odpadní kontejner, aby odletěl s vzácnou pistolí na jimi určené místo. Při krádeži je vyruší majitel domu Haymer, který v Saffron pozná svoji manželku Yolandu, jež zmizela před šesti lety. Oba zloději uniknou i před policií, kterou Haymer zavolal, Saffron však překvapí Mala se zbraní v ruce a vysadí jej na poušti, zatímco sama se vydá pro Lassiter. V odpadním kontejneru jej však nenajde, protože jej už vzala Inara, která na místo přiletěla v předstihu. Ta Saffron zavře v kontejneru, který jistě brzo objeví bezpečnostní složky, a Serenity pak může i se vzácným nákladem odletět. |                   |                       |                    |                          |                    |                          |               |
| 13 | The Message       | Poslední zpráva       | Tim Minear         | Joss Whedon a Tim Minear | nebylo vysíláno    | 24. září 2015            | 1AGE13        |
| Při přebírání pošty na vesmírné stanici (kde se také snaží bez úspěchu prodat Lassiter) je posádka Serenity překvapena velkou dřevěnou bednou, v níž, jak brzo zjistí, leží mrtvý mladý muž Tracey, spolubojovník Mala a Zoe z války. Ten drží v rukou záznamník s nahraným vzkazem, v němž říká, že se zapletl se špatnými lidmi a že si přeje, aby jeho tělo přivezli k jeho rodičům na planetu St. Albans. Protože jejich loď brzy dostihne policejní plavidlo, jehož drsný důstojník důrazně požaduje navrácení bedny, pojme Mal podezření, že by se v ní mohla nacházet nějaká vzácnost; nic však nenajdou. Na úplném začátku pitvy se však Tracey probere, ve skutečnosti byl pouze nadopovaný léky, díky nimž předstíral, že je mrtvý. Funguje jako přepravce nelegálních lidských orgánů, které mu byly po vynětí jeho vlastních implantovány. Protože však našel kupce ochotného zaplatit třikrát víc, chtěl původní spolupachatele podvést. Serenity podnikne honičku s policejním plavidlem na ledové planetě, Tracey poté špatně pochopí Malovo rozhodnutí a chce utéct z lodi pryč. Protože však drží Kaylee jako rukojmí, dojde k incidentu, při němž je kapitánem Reynoldsem vážně postřelen. Posádka jej odmítne policistům, pravděpodobně také zapleteným na obchodu s orgány, vydat, neboť se nachází ve zcela jiném sektoru, kde nemají žádné pravomoci; a blízkou federální základnu o pomoc přitom nepožádali. Tracey poté v klidu zemře a jeho tělo Serenity skutečně dopraví jeho rodičům. |                   |                       |                    |                          |                    |                          |               |
| 14 | Heart of Gold     | Srdce ze zlata        | Thomas J. Wright   | Brett Matthews           | nebylo vysíláno    | 25. září 2015            | 1AGE10        |
| Inara dostane zprávu od své přítelkyně Nandi, která ji žádá o pomoc. Tato bývalá společnice vede na zapadlém měsíci nezávislý nevěstinec, ohrožuje jej však jeden z rančerů, Rance Burgess, který je místním „velkým zvířetem“ a který požaduje vydání svého syna, jehož čeká jedno z děvčat. Mal s pomocí souhlasí, takže Serenity přistane na místě. Po zjištění situace a osobním setkání s nebezpečným Burgessem nabídne Nandi a jejím dívkám transport na jinou planetu, Nandi to však odmítne, protože celý dům, který tu vybudovala, je jejím domovem. Proto posádka Serenity začne provizorně nevěstinec opevňovat a čeká na chystaný nájezd Burgesse a jeho nohsledů. K tomu skutečně následující den, během něhož těhotná Petaline porodí, dojde. Burgessovi se i přes tvrdý odpor obránců podaří dostat dovnitř a vzít syna, zadrží jej však Nandi s Inarou a malého chlapce mu odeberou. Burgess zastřelí Nandi a snaží se uprchnout ve svém vznášedle, ale Mal jej dostihne a přivede zpět. U domu již čeká Petaline se svým dítětem a rančera nemilosrdně zastřelí. Serenity odletí a na její palubě Inara sdělí Malovi, že se rozhodla odejít z lodi, čímž chce zabránit problémům s nevyslovenými city, které vůči sobě navzájem chovají. |                   |                       |                    |                          |                    |                          |               |
| 15 | Objects in Space  | Objekty ve vesmíru    | Joss Whedon        | Joss Whedon              | 13. prosince 2002  | 28. září 2015            | 1AGE11        |
| River zažívá na Serenity podivné psychické stavy s halucinacemi a náhodou najde na nákladní palubě zbraň. Mal se chce ujistit, že se již nikdy nestane, aby někde volně ležela zbraň, nemyslí si však, že by dívka mohla někomu ublížit. To vyvrátí Kaylee, která ostatním popíše, jak River zastřelila několik útočníků (viz díl „Válečné historky“), přičemž ostatní většinou souhlasí, že svým chováním a psychickými schopnostmi není úplně normální. Během tohoto rozhovoru se k jejich lodi přiblíží jiné plavidlo a poté, co posádka Serenity jde spát, se na její palubu dostane lovec lidí Jubal Early, který jde po River. Kapitána a pastora překvapí a omráčí, Kaylee sváže ve strojovně, ostatní zamkne v kajutách a hledá River. V tom mu však nepomůže ani Simon, protože se jeho sestra zkrátka někam ztratila. Když se tato dvojice ocitne na můstku, ozve se River, která straší Earlyho a tvrdí, že se rozpustila a stala se lodí. Ve skutečnosti se pouze ve skafandru dostala do jeho plavidla, odkud se pomocí interkomu spojí i s dalšími členy posádky. Na oko souhlasí, že se vydá lovci, který ve skafandru vyleze na trup Serenity, odkud chce přelézt na svoji loď. Překvapí ho však Mal, který se s pomocí River a Kaylee osvobodil, a ten ho pošle plout volným prostorem. |                   |                       |                    |                          |                    |                          |               |

## Nenatočené díly
Tvůrci seriálu po jeho zrušení postupně odhalili několik námětů, jimiž se měly další díly zabývat:
- Epizoda „Dead or Alive“ měla pojednávat o Malově spolubojovníkovi z války o sjednocení, jenž se schová na Serenity po teroristickém útoku, který způsobil, o čemž ale posádka lodi nemá tušení. Prvky děje z toho dílu byly nakonec použity v epizodě „Poslední zpráva“.[27]
- Epizoda „Blue Sun Rising“ měla být o praktikách korporace Blue Sun, jejíž agenti v modrých rukavicích zabijí obyvatelstvo planety, které chce bránit v plánech, jež tato společnost má. Náměty o korporaci Blue Sun, která má v Alianci zřejmě velkou moc, měly být rozpracovány i dále.[27]
- Děj jedné epizody měl být o novorozenci, o kterého se musí starat posádka Serenity poté, co zabila v přestřelce jeho matku.[27]
- V jiném díle se Kaylee měla kvůli bankovní loupeži vydávat za společnici a po uvěznění svých přátel je měla v tomto přestrojení zachránit.[27]
- Jedna z nerealizovaných epizod měla být o objevu laboratoře geneticky upravených vojáků poté, co poškozená Serenity uvízne na jedné planetě.[27]
- Další díl měl představit Inařinu injekční stříkačku, která je bez vysvětlení krátce k vidění v pilotní dvojepizodě. Inaru měli unést Plenitelé, ona si měla aplikovat tuto injekci a po záchraně by posádka Serenity zjistila, že všichni Plenitelé, kteří se ji pokusili znásilnit, zabila ona látka z injekce.[27]
- Plánována byla epizoda o kočovné shakespearovské herecké společnosti, jejíž členy měli ztvárnit Amy Acker, Alexis Denisof a James Marsters – herci známí z předchozích seriálů Josse Whedona Buffy, přemožitelka upírů a Angel.[28]
- Rozpracován byl také druhý z námětů o Inaře, neboť existence nějakého jejího tajemství byla naznačena již v seriálu. Sama totiž trpí smrtelnou nemocí.[27][29]
- Odhalována měla být i záhadná minulost pastora Booka, která byla nakonec popsána v grafickém románu The Shepherd's Tale.[27]
- V některých epizodách se měly vrátit dvě vedlejší postavy, agent Dobson a lovec lidí Jubal Early, kteří i přes osud naznačený v realizovaných dílech nezemřeli.[27]